# Caridina kaombeflutilis
Caridina kaombeflutilis е вид десетоного от семейство Atyidae.

## Разпространение и местообитание
Видът е разпространен в Малави.
Обитава сладководни басейни и реки.